# Resta sempre qui
Resta sempre qui (Where She Went) è un romanzo scritto da Gayle Forman, seguito di Resta anche domani.

## Trama
Sono passati tre anni dall'incidente che ha cambiato per sempre la vita di Mia e Adam e che li ha separati. Solo la musica ha ricucito lo strappo che si è aperto nelle loro esistenze. Mia è un astro nascente della musica classica. Adam è una rockstar, inseguita e acclamata dai fan di tutto il mondo. I loro occhi tornano a incrociarsi per caso una sera a New York, durante un concerto di Mia alla Carnegie Hall. Mia, l'unico volto che Adam abbia mai cercato in quelli delle sue fan, e nei suoi ricordi. La musica fa vibrare il passato, risveglia emozioni perdute, colma i vuoti nel cuore di Adam. Quando le loro dita tornano a sfiorarsi, tutte le inquietudini si placano: l'alba svelerà a entrambi che la promessa che Adam ha fatto a Mia - il suo segreto, la sua vergogna - in realtà è la loro unica salvezza.